# Star Bonifacio Echeverria
Star Bonifacio Echeverria, S.A. era um fabricante de armas curtas (principalmente armas de mão ("handgun") e submetralhadoras) no região basca da Espanha de cerca de 1905 até 1997.

## Histórico da empresa

### Bonifacio Echeverria e a ascendência da Star
A região Eibar tem sido um centro de desenvolvimento e fabricação de armas durante séculos, sendo o "aço espanhol" historicamente um ponto de venda com sua reputação de qualidade e durabilidade. Quando as armas de fogo surgiram, a Eibar manteve sua vantagem como centro de fabricação de armas. O antepassado conhecido mais antigo da linhagem da Estrela é José Cruz Echeverria, que criou armas de caça no início do século XIX.
Seus dois filhos, Julián e Bonifácio, entraram no negócio de armas de fogo em 1905. Produziram a pistola do modelo 1908, substancialmente em um calibre de 6.35 mm (.25 ACP), [Ferdinand Mannlicher|Mannlicher Model 1900]. Por volta de 1910, Julián deixou o negócio e Bonifacio expandiu-se e começou a melhorar sua oferta atual. O modelo 1914 foi lançado com o mesmo mecanismo que o 1908, mas com novas melhorias na ergonomia,

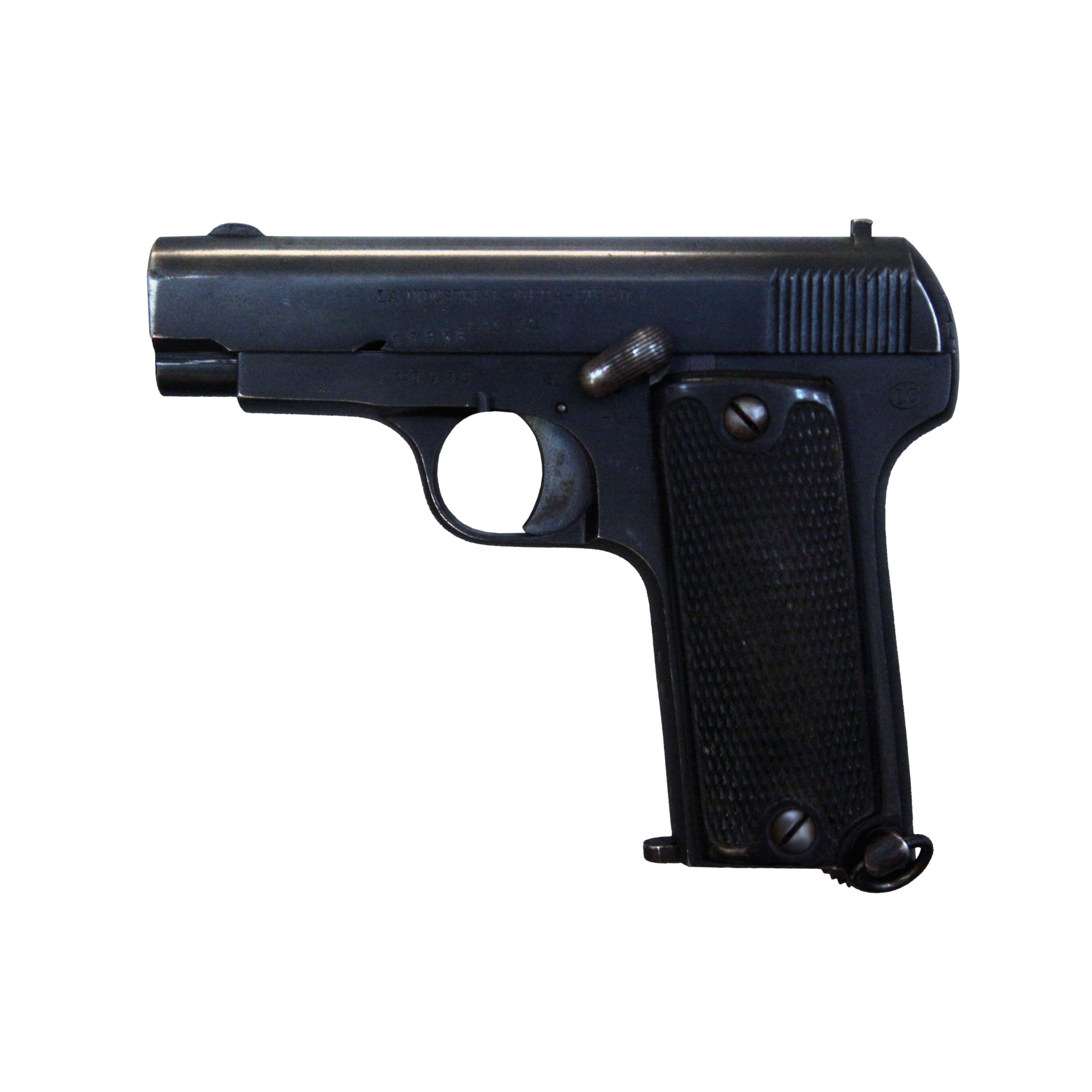
Gabilondo Ruby Pistol

Como é frequentemente o caso dos fabricantes de armas, um contrato do governo garantiu o sucesso da empresa. A empresa foi subcontratada de Gabilondo e Urresti na produção de uma versão da pistola Gabilondo Ruby para os militares franceses durante a Primeira Guerra Mundial. Além disso, Bonifacio Echeverria foi contratado diretamente para uma versão do modelo de pistola de 1914. O "Modelo 1 Militar" era uma versão de calibre de 7.65 mm (0,32) do modelo de 1914, projetada para os militares franceses, que se referiam como "Pistolet automatique, tipo Star".

## Código e ano de fabricação
Após 1927, todos os braços espanhóis que estão comprovados no stand Proving Celebrate of Eibar são marcados com gravação, normalmente feita no quadro, em que aparece o ano de fabricação codificado em letras.
Tabela de correspondência entre letras e anos de fabricação.
| Código | Ano  | Código | Ano  | Código | Ano  |
| ------ | ---- | ------ | ---- | ------ | ---- |
| A      | 1927 | A1     | 1955 | A2     | 1981 |
| B      | 1928 | B1     | 1956 | B2     | 1982 |
| C      | 1929 | C1     | 1957 | C2     | 1983 |
| CH     | 1930 | CH1    | RIEN | CH2    | RIEN |
| D      | 1931 | D1     | 1958 | D2     | 1984 |
| E      | 1932 | E1     | 1959 | E2     | 1985 |
| F      | 1933 | F1     | 1960 | F2     | 1986 |
| G      | 1934 | G1     | 1961 | G2     | 1987 |
| H      | 1935 | H1     | 1962 | H2     | 1988 |
| I      | 1936 | I1     | 1963 | I2     | 1989 |
| J      | 1937 | J1     | 1964 | J2     | 1990 |
| K      | 1938 | K1     | 1965 | K2     | 1991 |
| L      | 1939 | L1     | 1966 | L2     | 1992 |
| LL     | 1940 | LL1    | RIEN | LL2    | RIEN |
| M      | 1941 | M1     | 1967 | M2     | 1993 |
| N      | 1942 | N1     | 1968 | N2     | 1994 |
| Ñ      | 1943 | Ñ1     | 1969 | Ñ2     | 1995 |
| O      | 1944 | O1     | 1970 | O2     | 1996 |
| P      | 1945 | P1     | 1971 | P2     | 1997 |
| Q      | 1946 | Q1     | 1972 | Q2     | 1998 |
| R      | 1947 | R1     | 1973 | R2     | 1999 |
| S      | 1948 | S1     | 1974 | S2     | 2000 |
| T      | 1949 | T1     | 1975 | T2     | 2001 |
| U      | 1950 | U1     | 1976 | U2     | 2002 |
| V      | 1951 | V1     | 1977 | V2     | 2003 |
| X      | 1952 | X1     | 1978 | X2     | 2004 |
| Y      | 1953 | Y1     | 1979 | Y2     | 2005 |
| Z      | 1954 | Z1     | 1980 | Z2     | 2006 |

## veja também
- Astra-Unceta y Cia SA, outro antigo fabricante espanhol de armas de mão
- ASTAR
- CETME
- Llama